# کیک سیب یهودی
کیک سیب یهودی (انگلیسی: Jewish apple cake) یک نوع کیک سیب متراکم است که بیشتر در پنسیلوانیا بفروش می‌رسد. این کیک یک کیک یهودی در نظر گرفته شود زیرا حاوی لبنیات نیست و بنابراین می‌تواند با غذا حاوی گوشت، مطابق با قوانین یهودی کوشر خورده شود.